# Wienerwald (Basse-Autriche)
Wienerwald est une commune autrichienne du district de Mödling en Basse-Autriche.